# Proyecto de Estatuto de Autonomía de Cuba y Puerto Rico de 1893
El proyecto de Estatuto de Autonomía de Cuba y Puerto Rico fue un proyecto de ley para la descentralización política y administrativa de las provincias españolas de Cuba y Puerto Rico. Fue presentado ante las Cortes Generales el 5 de junio de 1893 por el ministro de Ultramar, el liberal Antonio Maura.
El texto, también llamado Estatuto Maura, estaba compuesto por un preámbulo y siete bases. En la exposición de motivos se admitía la dejadez de algunos gobiernos españoles respecto a las colonias antillanas y se remarcaba la necesidad de introducir reformas que pudieran satisfacer las necesidades y demandas de la población cubana y puertorriqueña. Asimismo se indicaba cuál era el objetivo fundamental del proyecto, «conservar íntegra la soberanía de la nación española». Las bases establecían lo siguiente:
- Elección de los alcaldes por parte de los concejales. La medida suponía un avance democratizador dado que según la legislación electoral española correspondía a la monarquía designar a la mayor parte de los alcaldes. De todos modos, esta norma quedaba limitada por el derecho del Gobernador General a nombrar alcaldes.
- Tanto Cuba como Puerto Rico constituirían provincias con sus respectivas diputaciones formadas por 18 y 12 miembros, los cuales serían elegidos mediante sufragio censitario para mandatos de cuatro años en elecciones parciales cada dos años. Estas diputaciones gozarían de un mayor grado de autonomía que sus homólogas peninsulares; el presidente no sería el gobernador sino que sería elegido por los propios diputados de entre sus miembros y tenían potestad para proponer reformas sobre leyes aprobadas por las Cortes que les afectaran directamente.
- Creación de un Consejo de Administración en cada isla. Se trataba de un órgano de carácter consultivo que estaría formado por las autoridades militares, eclesiásticas, económicas e intelectuales, nueve miembros designados por el gobierno de la nación y la mitad de los diputados provinciales.
- El resto de bases regulaban la figura del Gobernador General y de la administración estatal en ambas islas. En líneas generales se trataba de competencias en materia de seguridad interior, defensa, orden público, puertos, justicia y hacienda.

En definitiva, el proyecto autonómico suponía una ligera rebaja de las funciones del gobernador insular, más propias de un virrey del Antiguo Régimen, y una mayor participación de las colonias en los asuntos de administración local. Para J. Durnerin, el texto marcaba un  cambio de actitud por parte del gobierno español que favorecía a las posiciones autonomistas y reformistas frente a las independentistas. En cambio, A. Marimon cree que no puede hablarse autonomía, solo de descentralización administrativa, aunque supone un tímido avance respecto a la situación anterior. 
Sin embargo, todo ello quedó en nada al no prosperar el proyecto de ley durante su tramitación parlamentaria. Maura recibió numerosas críticas por su propuesta tanto de diputados del Partido Conservador como de Partido Liberal, que veían en las diputaciones provinciales la antesala de una asamblea nacional independiente. El más duro en sus ataques fue el conservador Francisco Romero Robledo, predecesor de Maura al frente de la cartera de Ultramar, aunque no pocos historiadores han señalado que el rechazo de muchos parlamentarios no era tanto hacia el proyecto de Estatuto sino contra el propio Antonio Maura.
El proyecto fue aprobado en comisión el 13 de julio de 1893 tras ser incluidos algunos cambios respecto al texto original. Se aumentó el número de diputados de la Diputación Provincial de Cuba de 18 a 24, se restringió el derecho de sufragio, se incluyó la creación de delegaciones territoriales de las diputaciones, se modificó el articulado correspondiente a la proposición de reformas a fin de evitar que pudiera ser entendido como el reconocimiento de iniciativa legislativa y se suprimieron aquellos apartados que los diputados entendían como el derecho a definir el tipo de sufragio. A pesar de las enmiendas, tanto la mayoría conservadora como gran parte de los liberales mostraron su rechazo al Estatuto. Solo los republicanos federales apoyaron la propuesta de Maura, la cual ni siquiera llegó a ser votada. Bajo el pretexto de otros temas más prioritarios, el Estatuto fue pospuesto y el trámite nunca retomado. Dos años después, en marzo de 1895, se aprobó un nuevo régimen para Cuba y Puerto Rico que concedía un grado de autonomía mayor que el previsto por Maura, aunque de poco sirvió dado que había estallado un mes antes la Guerra de Independencia cubana.